# Relicina malesiana
Relicina malesiana är en lavart som först beskrevs av Hale, och fick sitt nu gällande namn av Hale. Relicina malesiana ingår i släktet Relicina och familjen Parmeliaceae.   Inga underarter finns listade i Catalogue of Life.